# Banca Popolare di Sondrio (Suisse)
Die Banca Popolare di Sondrio (SUISSE) SA mit Sitz in Lugano ist eine 1995 gegründete Schweizer Bank und Tochtergesellschaft der 1871 gegründeten Veltliner genossenschaftlichen Aktiengesellschaft Banca Popolare di Sondrio in Sondrio.
Die BPS (SUISSE) ist hauptsächlich im Kreditgeschäft, in der Vermögensverwaltung und im Wertpapierhandel tätig. Die Banca Popolare di Sondrio (Suisse) beschäftigt 369 Mitarbeiter und verfügt über 20 Standorte in der Schweiz sowie über eine Niederlassung in Monaco. Die Bilanzsumme lag per Ende 2023 bei rund 6,5 Milliarden Schweizer Franken.